# غارب الحجار (المغربة)

تعديل مصدري - تعديل

غارب الحجار هي إحدى قرى عزلة بني جديلة بمديرية المغربة التابعة لمحافظة حجة، بلغ تعداد سكانها 833 نسمة حسب تعداد اليمن لعام 2004.